# ГЕС-ГАЕС Herva
ГЕС-ГАЕС Herva – гідроелектростанція на півдні Норвегії за сто тридцять кілометрів на південний схід від Алесунну. Знаходячись перед ГЕС Скаген, становить верхній ступінь гідровузла у сточищі річки Fortunvassdraget, яка тече до Lustrafjorden – північно-східного відгалуження найбільшого в країні Согне-фіорду.
Найвіддаленішим пунктом водозбірної системи станції є водосховище Illvatnet, створене на річці Illvaselvi, лівій притоці Nordstedola, ктора в свою чергу є правою притокою Fortunvassdraget. Ця водойма має корисний об’єм 49,4 млн м3 та припустиме коливання поверхні між позначками 1367 та 1382 метра НРМ, що відбувається за рахунок здреновування нижче від природного рівня. Звідси прокладено тунель довжиною біля 3 км, який скидає накопичений ресурс до верхньої течії Fortunvassdraget. Остання майже одразу проходить через мале сховище Middalsvatnet (корисний об’єм 1 млн м3, рівень коливається між 1283 та 1290 метрів НРМ), а вище по течії на ній знаходяться резервуари Breiddalsvatnet (16,4 млн м3, коливання рівня між 1374 та 1393 метра НРМ) та Svartdalsvatnet (10,6 млн м3, коливання рівня між 1395,7 та 1407,7 метра НРМ). 
Із Middalsvatnet бере початок другий дериваційний тунель довжиною біля 9 км, який прямує по лівобережжю Fortunvassdraget і сполучений зі створеними на її притоках Namnlauselvi та Vetledola сховищами Namnlausvatnet (3,3 млн м3, коливання рівня між 1350 та 1365 метра НРМ) та Øvre Grønevatnet (6,9 млн м3, коливання рівня між 1312 та 1332 метра НРМ). У підсумку він завершується в найбільшому водосховищі системи Storevatnet, котре створене на черговій лівій притоці Fortunvassdraget річці Grandfasta та має корисний об’єм 109 млн м3, чому відповідає коливання рівня між 1244 та 1270 метрів НРМ.
Із Storevatnet починається третій дериваційний тунель довжиною біля 6,5 км, який на своєму шляху сполучений з водозаборами на Skuggevassgrovi та Dyrhaugsvasselvi (ліві притоки Grandfasta). Незадовго до завершення він приймає бічний тунель довжиною біля 1,5 км, котрий подає воду із водосховища Øvre Hervavatnet (7,7 млн м3, коливання рівня між 1287,4 та 1302,4 метра НРМ). Воно створене на Hervasselvi (ще одна ліва притока Grandfasta), на якій вище по течії знаходиться резервуар Prestesteinsvatnet (45,7 млн м3, коливання рівня між 1333 та 1355,5 метра НРМ).
Відпрацьована станцією вода надходить до розташованого неподалік від машинного залу водосховища Skålavatnet, яке лежить на згадуваній вище Grandfasta. Ця водойма, від якої живиться наступна станція каскаду, має корисний об’єм 21,6 млн м3 та припустиме коливання рівня між позначками 988 та 1013 метрів НРМ.
Основне обладнання станції становить одна оборотна турбіна типу Френсіс потужністю 33 МВт, яка використовує напір у 257 метрів та забезпечує виробництво 108 млн кВт-год електроенергії на рік. В періоди високої водності з її допомогою ресурс закачується із Skålavatnet до Storevatnet, що дозволяє в майбутньому використати його на обох станціях гідровузла.